# Midor
El Midor (occità), Midou o Midour (francès) és un riu de la conca d'Aquitània al sud-oest de França. Neix a la regió d'Armanyac, al poble d'Armons e lo Cau, al departament del Gers, i s'uneix al riu Dosa a Lo Mont de Marsan per formar el riu Midosa, que és afluent del riu Ador.